# یان فورتوک
یان فورتوک (لهستانی: Jan Furtok؛ زادهٔ ۹ مارس ۱۹۶۲ – درگذشتهٔ ۲۶ نوامبر ۲۰۲۴) بازیکن فوتبال اهل لهستان بود.
از باشگاه‌هایی که او در آنها بازی کرد، می‌توان باشگاه‌هایی مانند باشگاه فوتبال آینتراخت فرانکفورت و باشگاه فوتبال هامبورگ را نام برد.
وی همچنین در تیم ملی فوتبال لهستان بازی کرد.